# Pueblo (Schiff)
Die Pueblo (Kennung: AGER-2) ist ein Aufklärungsschiff der United States Navy, das im Jahr 1968 nach seiner Kaperung durch die nordkoreanische Marine besondere Berühmtheit erlangt hat.
Es befindet sich noch heute im Besitz Nordkoreas und ist damit das weltweit einzige Schiff der US-Marine in den Händen einer fremden Macht.

## Vorgeschichte
Das Schiff wurde in der Werft Kewaunee Shipbuilding and Engineering Co. in Kewaunee im US-Bundesstaat Wisconsin gebaut und lief am 16. April 1944 als Frachter FP-344 vom Stapel. 1954 wurde es der Reserveflotte zugeteilt. Am 12. April 1966 wurde es erneut von der US-Marine in Dienst gestellt und in Pueblo (nach der Stadt Pueblo im US-Bundesstaat Colorado) umgetauft. Ursprünglich diente es als leichter Frachter. In den folgenden anderthalb Jahren baute die Marinewerft Puget Sound Naval Shipyard in Bremerton im Bundesstaat Washington das Schiff zu einem elektronischen Spionageschiff um, das im Mai 1967 seiner Bestimmung übergeben wurde. Offiziell wurde es als Umweltforschungsschiff (AGER-2) deklariert. AGER (Auxiliary General Environmental Research) bezeichnet ein gemeinsames Programm von US-Marine und der National Security Agency. Die Pueblo hat eine Verdrängung von 909 Tonnen und wird von zwei Dieselmotoren angetrieben, die ihr zu einer Höchstgeschwindigkeit von 12,7 Knoten verhelfen. Sie war mit zwei Maschinengewehren bewaffnet und besaß Unterkünfte für sechs Offiziere und 70 Unteroffiziere und Mannschaften.
Nach verschiedenen Übungen vor der amerikanischen Westküste wurde die Pueblo am 6. November 1967 in das japanische Yokosuka verlegt. Am 13. November 1967 erreichte sie Pearl Harbor auf Hawaii.

## Ablauf der Ereignisse

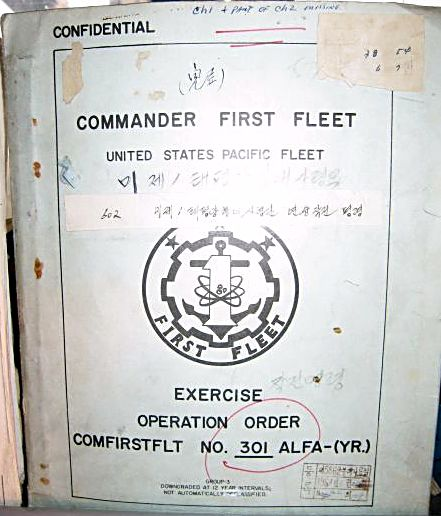
Operationsbefehl für den Einsatz

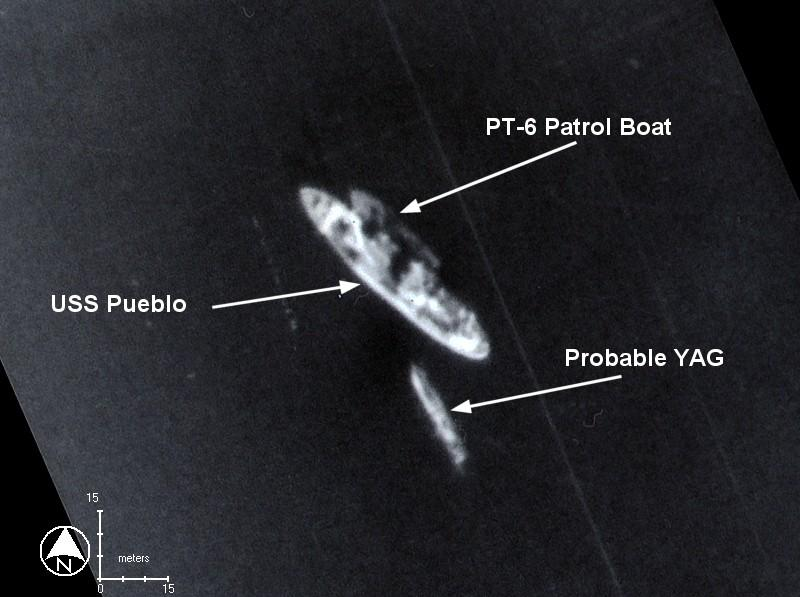
USS Pueblo, fotografiert von einer A-12 Oxcart

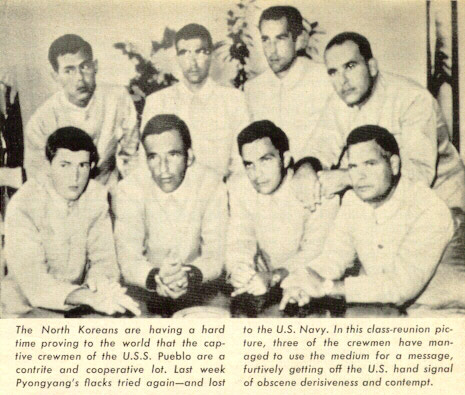
Eins der Propagandafotos, auf denen Soldaten als Geste den Mittelfinger ausstrecken

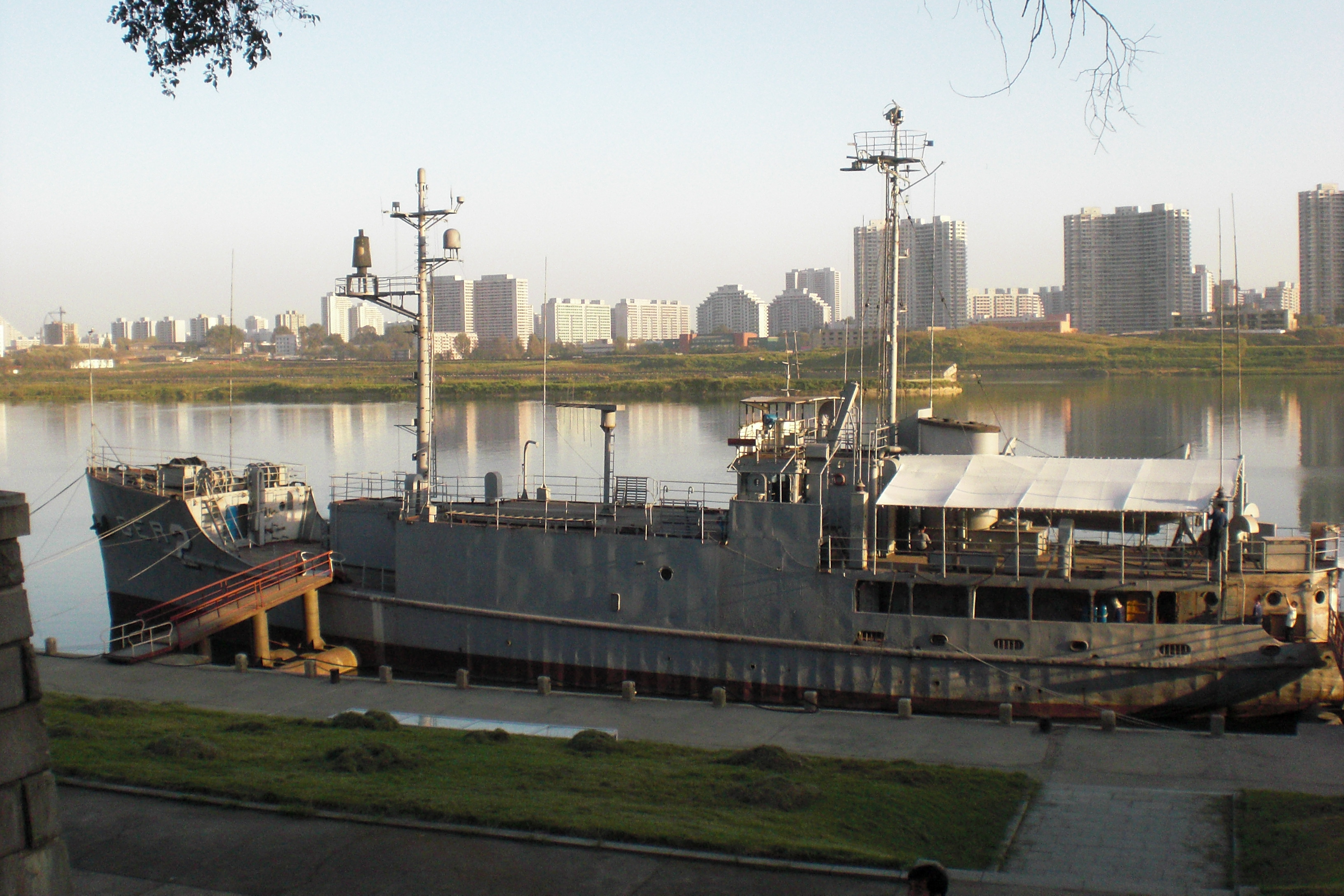
Die Pueblo 2010

Am 11. Januar 1968 verließ die Pueblo den japanischen Hafen Sasebo mit der Anweisung, sowjetische und nordkoreanische Aktivitäten innerhalb der Koreastraße zu überwachen.
Am 21. Januar näherte sich ein nordkoreanischer U-Boot-Jäger sowjetischer Bauart (der SO-I-Klasse) bis auf wenige Seemeilen der Pueblo.
Am nächsten Tag näherten sich zwei nordkoreanische Fischkutter der Lenta-Klasse der Pueblo bis auf etwa 20 Meter. An diesem Tag versuchte eine nordkoreanische Einheit, südkoreanische Führer zu ermorden, aber die Besatzung der Pueblo wurde darüber nicht informiert.
Am 23. Januar näherte sich wiederum ein nordkoreanischer U-Boot-Jäger der Pueblo und forderte sie auf, ihre Nationalität zu nennen. Daraufhin wurde auf der Pueblo die amerikanische Flagge gehisst. Nach eigener Positionsbestimmung befand sich die Pueblo zu diesem Zeitpunkt außerhalb des nordkoreanischen Hoheitsgebiets.
Das nordkoreanische Schiff befahl der Pueblo, anzuhalten, und drohte damit, das Feuer zu eröffnen. Die Pueblo versuchte, zu entkommen, war aber wesentlich langsamer als der U-Boot-Jäger. Zudem erschienen drei Torpedoboote an der Kimm, wenig später zusätzlich zwei MiG-21 und ein viertes Torpedoboot. Die Maschinengewehre der Pueblo waren in Wetterplanen eingepackt, und ihre Munition befand sich unter Deck. Die Maschinengewehre waren nicht geladen, und es wurde nicht versucht, sie zu bemannen.
Die nordkoreanischen Schiffe versuchten, die Pueblo zu entern, wurden aber durch Ausweichmanöver der Pueblo daran gehindert. Daraufhin eröffnete ein Torpedoboot das Feuer mit einer 55-mm-Kanone. Die kleineren Schiffe feuerten Maschinengewehrsalven auf die Pueblo, die sich daraufhin ergab. Obwohl die Besatzung der Pueblo mit der Vernichtung der geheimen Informationen begonnen hatte, war es ihr wegen der ungeheuren Menge unmöglich, das gesamte Material zu zerstören. Lediglich 90 % konnten vernichtet werden, da die über Bord geworfenen Gegenstände und der aufsteigende Rauch verbrannter Chiffriertabellen den nordkoreanischen Einheiten sofort verdächtig vorkamen. Autor Robert A. Liston weist in seinem Buch The Pueblo Surrender – A Covert Action by the NSA darauf hin, dass leicht bewaffnete Spionageschiffe während gefährlicher Einsätze in der Nähe feindlicher Territorialgewässer normalerweise wenig bis gar kein geheimes Material mitführen. Die mehrköpfige NSA-Crew im Geheimbereich der Pueblo hatte über eine Stunde Zeit zum Vernichten geheimen Materials, bis das Schiff zum ersten Mal geentert wurde.
Inzwischen war das Oberkommando der amerikanischen Pazifikflotte über den Vorfall informiert worden. Der Besatzung wurde Hilfe versprochen, die aber niemals kam. Offenbar wollte niemand die Verantwortung für einen Angriff auf die nordkoreanischen Schiffe tragen. Als Präsident Lyndon B. Johnson geweckt wurde, war die Pueblo bereits gekapert.
Die Pueblo folgte den nordkoreanischen Schiffen zunächst wie befohlen, stoppte aber plötzlich außerhalb nordkoreanischer Hoheitsgewässer. Daraufhin wurde sie erneut unter Beschuss genommen, und ein amerikanischer Matrose, Duane Hodges, wurde getötet. Nordkoreanische Soldaten gingen an Bord, fesselten die Mitglieder der Besatzung, verbanden ihnen die Augen und schlugen mit Kalaschnikows auf sie ein.
Am 26. Januar 1968 flog der CIA-Pilot Frank Murray mit einer Lockheed A-12 einen Aufklärungsflug über Nordkorea, um die Pueblo zu finden. Viermal flog er dabei nach Nord und Süd, um Fotos des Gebietes zu machen, in dem er das Schiff gefunden hatte. Am 8. Mai 1968 flog der CIA-Pilot Jack Layton ein weiteres Mal über Nordkorea.

## Nachspiel
Die Pueblo wurde in den nordkoreanischen Hafen Wŏnsan gebracht. Die Besatzung wurde in Gefangenenlager gebracht und dort misshandelt und gefoltert. Die Behandlung verschlimmerte sich, als die Nordkoreaner bemerkten, dass Mitglieder der Besatzung auf inszenierten Propagandafotos ihre Bewacher mit der später in Deutschland als Stinkefinger bekannt gewordenen Geste verunglimpften. Die Fotos wurden von den Nordkoreanern mit der Begründung veröffentlicht, dass die Besatzung überlaufen wolle.
Nach dem schriftlichen Zugeständnis der US-Regierung, dass es sich bei der Pueblo um ein Spionageschiff handelte, einer Entschuldigung und einer Zusicherung, dass die Vereinigten Staaten in Zukunft keine Spionage mehr betreiben würden, wurden die 82 verbliebenen Besatzungsmitglieder freigelassen. Am 23. Dezember 1968 wurde die Besatzung mit Bussen zur innerkoreanischen Grenze in der Demilitarisierten Zone gebracht und über die „Brücke ohne Wiederkehr“ in die Freiheit entlassen. Die USA zogen daraufhin ihr Zugeständnis als erpresst zurück. Lloyd Bucher, Kommandant der Pueblo, und alle verantwortlichen Offiziere wurden vor ein Untersuchungsgericht der US-Marine gestellt, das schließlich ein Kriegsgerichtsverfahren für den Kommandanten sowie Lieutenant Steve Harris empfahl. Der Marineminister John Chafee lehnte jedoch die Empfehlung ab. Der Kommandant wurde niemals verurteilt und blieb bis zu seinem Ruhestand in der Marine.
Die Pueblo wurde zunächst in Wŏnsan der Öffentlichkeit zugänglich gemacht. Im November 1998 gelang es Nordkorea, das Schiff gut getarnt auf dem Seeweg um die Koreanische Halbinsel in die Hauptstadt Pjöngjang zu überführen. Dort befand sie sich bis 2012 im Hafen im Stadtbezirk P’yŏngch’ŏn-guyŏk am Nordufer des Taedong und war eine der größten Touristen- und Propagandaattraktionen Nordkoreas. Seit 2016 liegt sie auf dem Pothong, direkt neben der „Gedenkstätte für den vaterländischen Befreiungskampf“, und ist Teil von deren Ausstellung.